# Palmas Altas
Palmas Altas är en ort i Mexiko.   Den ligger i kommunen Jerez och delstaten Zacatecas, i den centrala delen av landet, 600 km nordväst om huvudstaden Mexico City. Palmas Altas ligger 2 339 meter över havet och antalet invånare är 247.
Terrängen runt Palmas Altas är varierad. Runt Palmas Altas är det ganska glesbefolkat, med 31 invånare per kvadratkilometer. Palmas Altas är det största samhället i trakten. Omgivningarna runt Palmas Altas är i huvudsak ett öppet busklandskap.